# قرنفلية
الفصيلة القرنفلية أو القرنفليات (باللاتينية: Caryophyllaceae) فصيلة نباتية تتبع رتبة القرنفليات من ثنائيات الفلقة. تضم هذه الفصيلة حوالي 88 جنساً تشمل 2000 نوع أهمها القرنفل.

## من أجناسها
- السيلينة
- الكولوبنط
- دبيقة